# 遠藤守信
遠藤守信（日语：／ Endō Morinobu ?，1946年9月28日—），日本化學家，現任信州大學特聘教授、碳科学研究所所長、株式会社MEFS CTO。紫綬褒章表彰。

## 生平
1946年9月28日，遠藤守信誕生於日本長野縣，信州大學工學部畢業。工學博士（名古屋大學；奧爾良大學）。

## 貢獻
遠藤守信為奈米碳管開發了化學氣相沉積的量產技術，使其推向應用領域，讓電子設備得以裝備奈米碳管（即「內切纖維」）。鋰電池也因此受惠。

## 經歷
- 1965年3月　長野縣須坂高等學校（日语：長野県須坂高等学校）　畢業
- 1969年3月　信州大學工學部電氣工学科　畢業
- 1971年3月　信州大學大學院工學研究科碩士課程　修了
- 1972年 信州大學助手
- 1977年 信州大學工學部講師
- 1978年 信州大學工學部助教授
- 1990年 信州大學工學部教授
- 2004年1月-現在 炭素材料學會　會長
- 2005年4月-現在 碳科學研究所所長
- 2006年　長野縣須坂市榮譽市民
- 2012年4月-現在  信州大學特別特任教授
- 取得名古屋大學、奧爾良大學的工學博士學位
- 歷任法國國家科學研究中心（CNRS）客座研究員、麻省理工學院（MIT）研究員

## 榮譽
- 1995年 - 炭素材料學會獎（炭素材料學會）
- 2001年 - Charles E. Pettinos Award（American Carbon Society）
- 2002年 - LEE HSUN Lecture Series Award（Institute of Metal Research,The Chinese Academy of Science）
- 2003年 - 信每獎（財團法人信每文化事業團）
- 2003年 - 石川炭素獎（財團法人石川炭素科學技術振興財團）
- 2004年 - Medal of Achievement in Carbon Science and Technology（American Carbon Society）
- 2004年 - 北京化工大學名誉教授
- 2005年 - 文部科学大臣獎
- 2006年 - 長野縣須坂市名譽市民
- 2006年 - Best of Small Tech Awards 2006
- 2007年 - 文部科學大臣表彰　科學技術獎（研究部門）
- 2007年 - 長野縣知事表彰 産業功勞者（商工）
- 2007年 - 光化學討論會特別講演獎（光化學協會）
- 2008年 中日文化獎
- 2008年 紫綬褒章[1]
- 2009年 -The International Union of Materials Research Societies (IUMRS) Somiya Award
- 2010年 -Alice Hamilton Awards for Occupational Safety and Health, Biological Science Category
- 2012年 -International Ceramics Prize
- 2012年 -NANOSMAT Prize（NANOSMAT Conference）
- 2014年 -加藤記念獎（公益財團法人加藤科學振興會）
- 2015年 -日本毒性學會特別獎（第４５回日本毒性學會）

## 外部連結
- 遠藤研究室HP （页面存档备份，存于）